# 金华园街道
金华园街道是中华人民共和国贵州省貴陽市观山湖区下辖的一个街道办事处。

## 行政区划
金华园街道下辖以下村级行政区划单位：
金华园社区、金龙社区、金徽社区、金铄社区、金府社区、金恒社区、临境社区、水悦社区、珑玥社区、绿地联盛社区、金澜社区、御墅社区、养马村、上寨村。